# Textiles d'Oaxaca

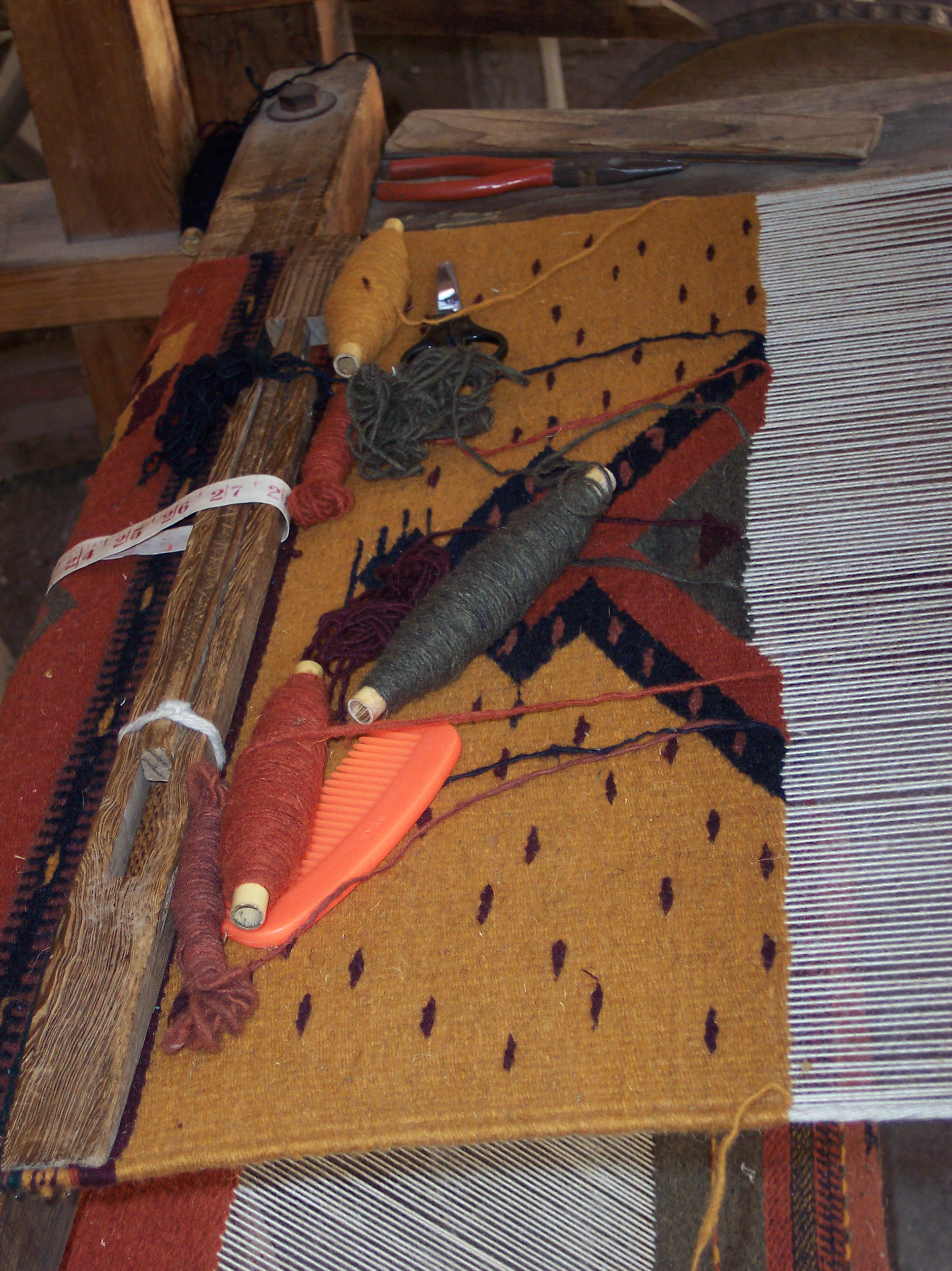
Un travail en cours sur un métier à tisser fixe

Les textiles d’Oaxaca, dans le sud du Mexique, ont une tradition notable de pièces finement confectionnés, en particulier de broderies faites à la main et de produits tissés qui utilisent fréquemment un métier à lanière dorsale. Oaxaca abrite plusieurs groupes de peuples autochtones, chacun ayant sa propre tradition textile.
Les tribus Zapotèque, Nahua et Mixtècque sont particulièrement présentes dans l'État d'Oaxaca. Chacun de ces groupes exerce ses propres influences sur les « atuendos » ou tenues modernes à Oaxaca. Les textiles et les vêtements et accessoires en particulier peuvent en dire long sur la culture dans laquelle ils sont fabriqués. En analysant les textiles, la technique utilisée pour créer le vêtement peut être déchiffrée. De nombreux outils utilisés sont similaires dans tout le Mexique. Cependant, certains outils sont plus répandus dans des régions ou des villages spécifiques, ce qui entraîne de nombreuses similitudes en termes de broderie et de motifs. Les différents vêtements créés à Oaxaca diffèrent également en fonction de la vision du monde des peuples autochtones et de leurs propres structures sociales. Par exemple, un vêtement en coton appelé Tilmatli ou Las Capa est strictement réservé aux membres de la classe supérieure. La plupart des textiles en coton sont utilisés par la classe supérieure, car il s’agit d’un matériau beaucoup plus facile à travailler que les feuilles de plantes habituelles, ce qui en fait un luxe.

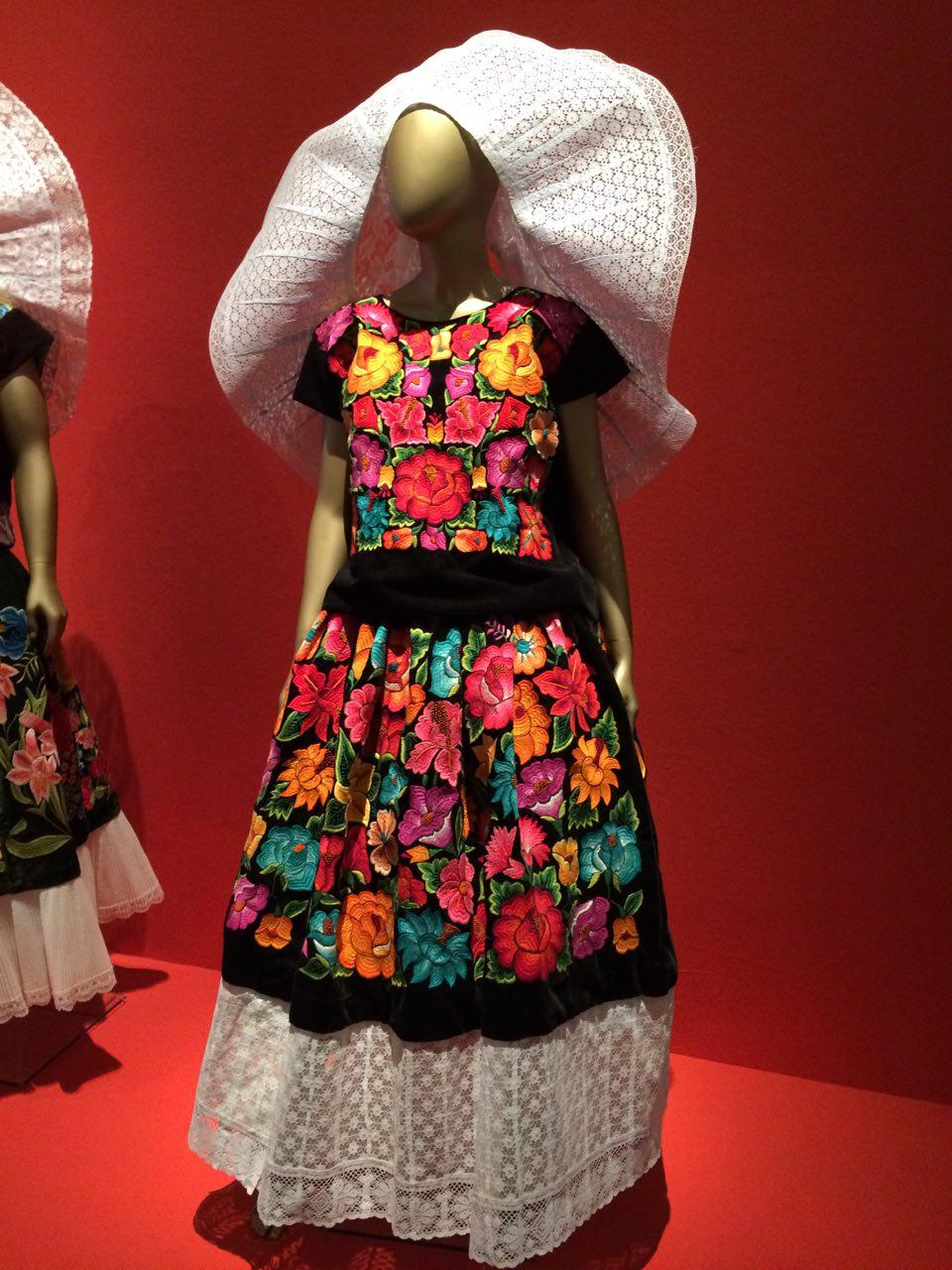
Le Traje de Tehuana, une robe indigène contemporaine à Oaxaca affichant les variations de couleurs et de textiles.

Beaucoup d'anciennes traditions mexicaines du textile et de l'habillement disparaissent avec le temps, le changement climatique en étant l'une des raisons. Étant donné que bon nombre de ces vêtements antiques et traditionnels sont devenus obsolètes, ils ne peuvent souvent être recréés ou analysés qu'à partir de peintures murales et de sculptures représentant les textiles et les vêtements ainsi que la façon dont ils sont portes. En conséquence, comme ces textiles plus anciens et les styles traditionnels deviennent moins populaires au fil du temps, cela donne naissance à la robe indigène contemporaine qui est souvent vue de nos jours; cette robe est connue sous le nom de Traje de Tehuana. Les tenues du Mexique ancien influencent encore les vêtements contemporains; certains d'entre eux sont en fait transmis au fil du temps, avec de légers ajustements de textile, de matières utilisées, de broderies, de motifs, etc. En costume ancien, un tilma fait partie du vêtement d'homme, généralement en coton et porté par la classe supérieure. Cependant, il est évident que dans les vêtements contemporains, un rebozo (également appelé sarape ou gabán) est un châle porté par les femmes et fortement influencé par le tilma. Un grand nombre des aspects et caractéristiques essentiels des vêtements anciens servent de modèle aux motifs et aux broderies des textiles et des vêtements contemporains. 

## Production

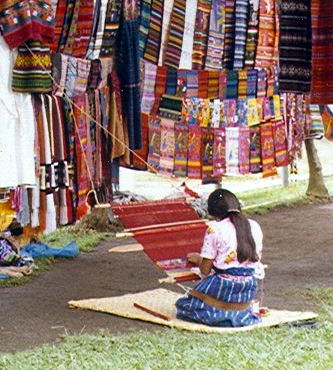
Une femme guatémaltèque travaille sur un métier à lanières, dans la tradition mésoaméricaine.

Les fibres de Oaxaca peuvent être filées à la main à partir de coton ou de soie cultivée localement. Les sources traditionnelles de teinture incluent le pourpre de Tyr chez les Huaves, les Chontals (en) et les Mixtèques. Les Chontals et les Mazatèques utilisent également la cochenille pour obtenir des tons rouge vif.
Selon Alejandro de Ávila B., directeur fondateur du jardin ethnobotanique à Oaxaca, la diversité biologique de la région produit la plus grande variété de fibres et de colorants du Mexique, et « la sophistication technique des textiles d'Oaxaca est sans égale dans le pays ».
Parmi les vêtements traditionnels des peuples d’Oaxaca figurent le huipil, un chemisier pour femme construit à partir de plusieurs empiècements; le ceñidor, un type de ceinture chez les Mazatèques; et le paño, un couvre-chef chez les Chinantèques. Les textiles d'Oaxaca fabriqués à la main utilisent du tissage ordinaire, des motifs de brocart et du tissage de gaze.
On peut beaucoup parler de la technique utilisée pour créer ces textiles à partir du produit final lorsqu'ils sont complets. Dans le Mexique antique, on utilise des métiers à tisser à la taille pour fabriquer les vêtements. Ces outils spécifiques ne permettent pas que le vêtement spécifique à tisser dépasse la longueur d'un bras en largeur. Bien que cela signifie que le vêtement tissé est relativement étroit, le tissage à la taille permet aux bords et aux bordures de ces pièces d'être très nets et droits sans avoir besoin d'un processus de correction supplémentaire par la suite. La production de ces textiles varie considérablement les uns des autres. Beaucoup de tissus et de vêtements créés le sont à partir de ressources naturelles telles que les feuilles de plantes, le coton, etc. Beaucoup de fibres peuvent être fabriquées à partir des feuilles des plantes, ce qui est un bien car ces ressources sont naturelles et abondantes. Cela facilite également le processus de teinture. Beaucoup des couleurs vives attribuées à la robe traditionnelle peuvent être obtenues par l'utilisation de teintures naturelles qui aboutissent à créer un spectre vif de la robe indigène.

## Motifs
L'experte en textile mexicain, Irmbard Weitlaner Johnson, associe les traditions spirituelles pré-chrétiennes à la présence de papillons dans les motifs textiles Mazatec. Jusqu'à ce jour, les Mazatecs identifient le papillon comme l'âme qui quitte le corps. Ils croient que les âmes des défunts ont la permission de venir en ce monde une fois par an le jour de la Toussaint et le jour des morts pour visiter leur famille. C'est la période où les papillons sont les plus abondants dans la région et les Mazatecs considèrent comme un péché de les tuer.
Parmi les motifs régionaux sans signification spirituelle particulière, ou pour lesquels des interprétations contestées existent, on peut citer une sorte de fresque à gradins appelée xicalcoliuhqui (en), qui signifie « ornement tordu pour la décoration des calebasses » en langue nahuatl, et l'ilhuitl à double spirale, dont le nom se traduit par « jour de la fiesta ». La tradition précoloniale associe la couleur aux quatre directions cardinales : jaune à l'est, rouge au nord, bleu et vert à l'ouest, et blanc au sud. Un autre motif commun aux peuples autochtones de la région est un ornement rectangulaire sous l'encolure du huipil. Aucun symbolisme spécifique n'est connu, mais c'est un thème fréquent dans les codex précoloniaux et dans les textiles historiques qui subsistent encore aujourd'hui.

## Autres usages symboliques
Traditionnellement, les femmes d'Oaxaca enroulent une faja rouge (ceinture tissée) autour de leur taille pour se protéger du mal.

## Galerie

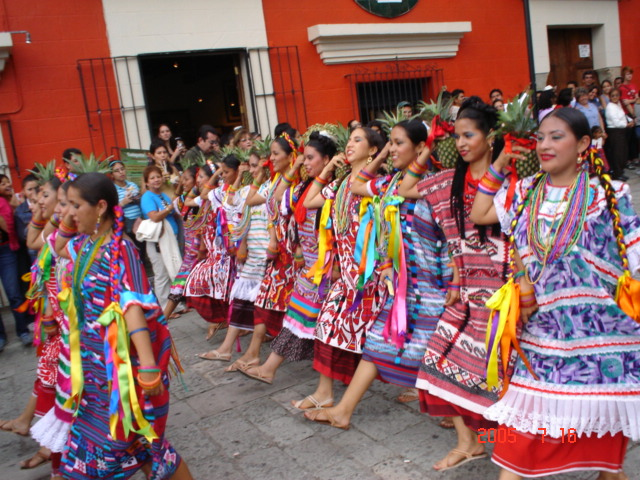
Des femmes défilent dans l'habillement traditionnel à Oaxaca.
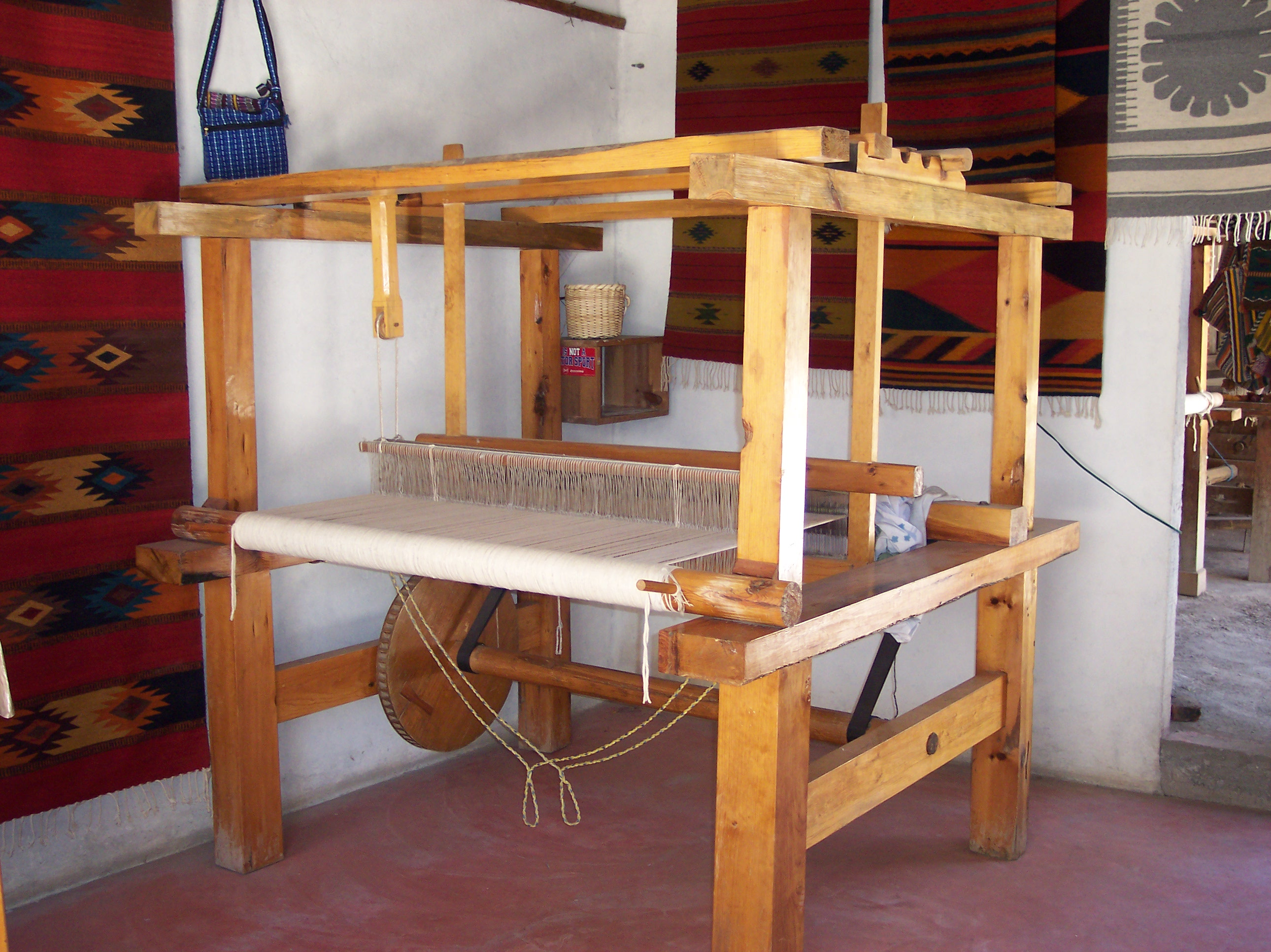
Un métier à tisser à la main à Oaxaca.

## Voir également
- Textiles mayas
- Tyrian Purple
- Textiles mexicains
- Vannerie mexicaine
- Textiles Amuzgo
- Broderie de Tenango
- Poupée de chiffon mexicaine
- Petate
- Huipil
- Rebozo
- Quechquemitl